# Hipposideros edwardshilli
Hipposideros edwardshilli és una espècie de ratpenat de la família dels hiposidèrids. És endèmic dels monts Bewani (Papua Nova Guinea), on viu a altituds d'entre 200 i 300 msnm. Nia en coves i s'alimenta d'insectes. Es desconeix si hi ha cap amenaça significativa per a la supervivència d'aquesta espècie. L'espècie fou anomenada en honor del zoòleg britànic John Edwards Hill.